# 화순 운주사 발형 다층석탑
화순 운주사 발형 다층석탑(和順 雲住寺 鉢形多層石塔)은 대한민국 전라남도 화순군 도암면 대초리 운주사에 있는 다층석탑이다. 2005년 7월 13일 전라남도의 유형문화재 제282호로 지정되었다.

## 개요
현재 대웅전 뒤편에 있는 탑으로 일반적인 탑의 상식을 초월한 이형탑이다.
1층과 3층의 부재는 주판알 같고 2층과 4층은 중심부에 1면을 만든 주판알 같은 모습이다. 현재는 석괴가 4석이나 조선고적도보에 의하면 7석의 괴석이 얹어져 있었지만 지금은 유실되어 있다.
하부로부터 방형과 원형, 원형구형이 중첩된 평면인데도 조화가 잘 맞는다. 전혀 색다른 형태의 석탑이지만 눈에 거슬리지 않고 기발한 조영기법을 보이는 석탑이다. 전체 높이는 4.15m이고 제작 시기는 고려시대이다.

## 참고 문헌
- 화순운주사발형다층석탑 - 국가유산청 국가유산포털